# 울산 남구의 행정 구역
울산 남구의 행정 구역은 19개의 법정동과 그것을 관리하는 14개의 행정동으로 구성되어 있다. 울산 남구의 면적은 72.69km2이며, 인구는 2013년 12월 31일을 기준으로 130,945세대, 354,080명이다.

## 행정 구역
| 행정동       | 한자         | 면적  | 세대    | 인구    | 행정 지도 |
| ------------ | ------------ | ----- | ------- | ------- | --------- |
| 신정1동      | 新亭1洞      | 1.80  | 8,971   | 20,573  |           |
| 신정2동      | 新亭2洞      | 2.67  | 8,210   | 23,128  |           |
| 신정3동      | 新亭3洞      | 1.12  | 7,072   | 17,409  |           |
| 신정4동      | 新亭4洞      | 0.81  | 8,761   | 25,514  |           |
| 신정5동      | 新亭5洞      | 0.60  | 4,001   | 9.069   |           |
| 달동         | 達洞         | 1.22  | 12,694  | 31,152  |           |
| 삼산동       | 三山洞       | 5.78  | 20,283  | 52,119  |           |
| 삼호동       | 三呼洞       | 2.42  | 10,117  | 26,826  |           |
| 무거동       | 無去洞       | 3.48  | 13,216  | 38,584  |           |
| 옥동         | 玉洞         | 11.23 | 9,048   | 28,767  |           |
| 야음장생포동 | 也音長生浦洞 | 13.20 | 6,169   | 14,302  |           |
| 대현동       | 大峴洞       | 1.08  | 10,767  | 31,554  |           |
| 수암동       | 秀岩洞       | 0.52  | 5,706   | 18,085  |           |
| 선암동       | 仙岩洞       | 26.76 | 5,930   | 16,998  |           |
| 남구         | 南區         | 72.69 | 130,945 | 354,080 |           |

## 법정동
| 행정동명     | 설명 | 법정동명           | 설명                                                                  |
| ------------ | --- | ------------------ | --------------------------------------------------------------------- |
| 신정1동      | | 신정동(新亭洞)     |                                                                       |
| 신정2동      | 1977년 신정동에서 분동 | 신정동(新亭洞)     |                                                                       |
| 신정3동      | 1979년 신정1동에서 분동 | 신정동(新亭洞)     |                                                                       |
| 신정4동      | 1982년 신정2동에서 분동 | 신정동(新亭洞)     |                                                                       |
| 신정5동      | 1995년 신정3동에서 분동 | 신정동(新亭洞)     |                                                                       |
| 달동         | | 달동(達洞)         |                                                                       |
| 삼산동       | 1995년 달동에서 분동 | 〃                 |                                                                       |
| 삼산동       | 1995년 달동에서 분동 | 삼산동(三山洞)     |                                                                       |
| 삼호동       | 2007년 무거1동을 개칭 | 무거동(無去洞)     | 울산군 범서면 무거리가 1962년 울산시 승격으로 울산시 무거동이 되었다. |
| 무거동       | 1995년 무거동에서 무거2동으로 분동, 2007년 무거2동을 개칭                                                                            | 무거동(無去洞)     | 울산군 범서면 무거리가 1962년 울산시 승격으로 울산시 무거동이 되었다. |
| 옥동         | | 옥동(玉洞)         |                                                                       |
| 옥동         | 두왕동(斗旺洞) |                    |                                                                       |
| 야음장생포동 | 1995년 매암동이 장생포동에, 여천동이 야음1동에 합동, 1998년 장생포동과 야음1동이 야음1장생포동으로 합동, 2007년 야음1장생포동을 개칭 | 장생포동(長生浦洞) |                                                                       |
| 야음장생포동 | 1995년 매암동이 장생포동에, 여천동이 야음1동에 합동, 1998년 장생포동과 야음1동이 야음1장생포동으로 합동, 2007년 야음1장생포동을 개칭 | 매암동(梅岩洞)     |                                                                       |
| 야음장생포동 | 1995년 매암동이 장생포동에, 여천동이 야음1동에 합동, 1998년 장생포동과 야음1동이 야음1장생포동으로 합동, 2007년 야음1장생포동을 개칭 | 여천동(呂川洞)     |                                                                       |
| 야음장생포동 | 1995년 매암동이 장생포동에, 여천동이 야음1동에 합동, 1998년 장생포동과 야음1동이 야음1장생포동으로 합동, 2007년 야음1장생포동을 개칭 | 야음동(也音洞)     | 울산군 대현면 야음리가 1962년 울산시 승격으로 울산시 야음동이 되었다. |
| 대현동       | 1979년 야음동에서 야음2동으로 분동, 2007년 야음2동을 개칭                                                                            | 〃                 | 울산군 대현면 야음리가 1962년 울산시 승격으로 울산시 야음동이 되었다. |
| 수암동       | 2007년 야음3동을 개칭 | 〃                 | 울산군 대현면 야음리가 1962년 울산시 승격으로 울산시 야음동이 되었다. |
| 선암동       | 1998년 개운동과 합동 | 선암동(仙岩洞)     |                                                                       |
| 선암동       | 1998년 개운동과 합동 | 상개동(上開洞)     |                                                                       |
| 선암동       | 1998년 개운동과 합동 | 부곡동(夫谷洞)     |                                                                       |
| 선암동       | 1998년 개운동과 합동 | 고사동(古沙洞)     |                                                                       |
| 선암동       | 1998년 개운동과 합동 | 황성동(黃城洞)     |                                                                       |
| 선암동       | 1998년 개운동과 합동 | 성암동(城岩洞)     |                                                                       |
| 선암동       | 1998년 개운동과 합동 | 용연동(龍淵洞)     |                                                                       |
| 선암동       | 1998년 개운동과 합동 | 남화동(南化洞)     |                                                                       |
| 선암동       | 1998년 개운동과 합동 | 용잠동(龍岑洞)     |                                                                       |

## 연혁

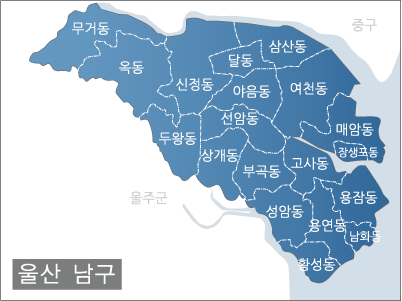
남구의 법정동 구역

### 구 설치 이전
신라시대에는 굴아화현의 일부였다. 굴아화현은 757년에 하곡현으로 개칭하였다가 940년에 우풍현, 동진현과 통폐합하여 흥례부가 되었다. 흥례부는 995년에 공화현으로 격하되었다가 1018년에 다시 울주로 승격하고, 1413년에 울산군이 되었다. 울산에 면이 설치되면서 남구 지역은 대대면(大垈面)이 되었다. 내대면(內大面)과 외대면(外大面)으로 분리되었다가 궁현면(弓峴面)으로 다시 합쳤고, 후에 대현면(大峴面)이 되었다. 고종 31년(1894년)에 여천천을 경계로 내현면(內峴面)과 외현면(外峴面)으로 분리되었고, 1911년에 외현면이 현북면(峴北面)과 현남면(峴南面)으로 분리되었다.
- 1914년 4월 1일 : 내현면은 상부면(중구 일부)과 통합하여 부내면(府內面)이 되고, 현북면과 현남면을 대현면(大峴面)으로 통합하였다.

| 개편 전                                                                               | 개편 후                   |
| ------------------------------------------------------------------------------------- | ------------------------- |
| 내현면 소정동(小亭洞), 봉월동(奉月洞), 월평동(月坪洞)                                 | 부내면 신정리(新亭里)     |
| 내현면 삼산동(三山洞), 신리(新里), 중리(中里)                                         | 부내면 삼산리(三山里)     |
| 내현면 곶지동(串旨洞)                                                                 | 부내면 달리(達里)         |
| 내현면 와와리(臥瓦里), 옥현동(玉峴洞), 상리동(上里洞), 격동(格洞), 갈현동(葛峴洞)     | 부내면 옥리(玉里)         |
| 현북면 야음동(也音洞), 도산동(途山洞)                                                 | 대현면 야음리(也音里)     |
| 현북면 선암리(仙岩里)                                                                 | 대현면 선암리(仙岩里)     |
| 현북면 상개동(上開洞), 명산동(明山洞), 개운동(開雲洞)                                 | 대현면 상개리(上開里)     |
| 현북면 여천동(呂川洞), 화곡동(花谷洞), 만수동(晩峀洞)                                 | 대현면 여천리(呂川里)     |
| 현북면 매호동(梅湖洞), 교암동(橋岩洞), 대일동(大日洞), 양죽동(楊竹洞)                 | 대현면 매암리(梅岩里)     |
| 현북면 구정동(九亭洞)                                                                 | 대현면 장생포리(長生浦里) |
| 현북면 부곡동(夫谷洞), 현남면 화장동(化庄洞)                                          | 대현면 부곡리(夫谷里)     |
| 현북면 고사동(古沙洞), 현남면 유곶동(有串洞)                                          | 대현면 고사리(古沙里)     |
| 현남면 황암동(黃岩洞), 성외동(城外洞), 천곡동(泉谷洞), 세죽동(細竹洞), 계곡동(溪谷洞) | 대현면 황성리(黃城里)     |
| 현남면 성암동(城岩洞)                                                                 | 대현면 성암리(城岩里)     |
| 현남면 용련동(用連洞), 반호동(半湖洞)                                                 | 대현면 용연리(龍淵里)     |
| 현남면 심포동(沈浦洞), 심해동(沈海洞)                                                 | 대현면 남화리(南化里)     |
| 현남면 용잠동(龍岑洞)                                                                 | 대현면 용잠리(龍岑里)     |
- 1917년 10월 1일 : 부내면을 울산면(蔚山面)으로 개칭하였다.
- 1931년 11월 1일 : 울산면이 울산읍(蔚山邑)으로 승격하였다.
- 1945년 4월 1일 : 대현면을 울산읍에 편입하여 대현출장소를 설치하였다.
- 1946년 1월 1일 : 대현출장소가 대현면으로 분리되었다. 면사무소는 장생포리에 두었다.
- 1952년 4월 25일 : 지방 선거가 시행되고 초대 울산읍의회·대현면의회가 개원하였다.
- 1961년 9월 1일 : 5·16 군사 정변으로 읍·면의회가 해산되었다.
- 1962년 6월 1일 : 울산군 울산읍·대현면이 신설 울산시에 편입되었다. 대현면은 장생포출장소가 되었고, 울산읍은 폐지되었다가 1963년 11월 1일 옛 울산읍 지역에 무거동, 두왕동 등을 편입하여 중앙출장소가 설치되었다.
- 1972년 10월 1일 : 울산시 53개 법정동을 31개 행정동으로 개편하면서 중앙출장소 관할 구역에 11개 행정동(남구 지역 4개 행정동)이, 장생포출장소 관할 구역에 9개 행정동이 설치되었다.[2]
- 1976년 4월 20일 : 중앙출장소와 장생포출장소가 폐지되었다.
- 1977년 11월 1일 : 신정동을 신정1동과 신정2동으로 분동하고, 용잠동을 장생포동에 편입하였다.
- 1979년 5월 1일 : 신정1동을 신정1동과 신정3동으로, 야음동을 야음1동과 야음2동으로 분동하였다.
- 1982년 9월 1일 : 신정2동을 신정2동과 신정4동으로 분동하였다.

### 구의 역사
- 1985년 7월 15일 : 울산시 구제 실시로 태화강 이남지역을 관할하는 남구가 설치되었다.(16동)

| 1985년 관할지 | 신정1동, 신정2동, 신정3동, 신정4동, 달동, 무거동, 옥동, 여천동, 야음1동, 야음2동, 선암동, 부곡동, 황성동, 용연동, 장생포동, 매암동 |

- 1985년 10월 15일 : 야음2동을 야음2동과 야음3동으로 분동하였다.(17동)
- 1992년 1월 20일 : 법정동간 경계조정으로 옥동 일부를 무거동에, 신정동 일부를 삼산동에, 달동 일부를 신정동에 편입하였다.
- 1992년 4월 30일 : 구청 소재지를 야음동 675-11번지(지금의 대현동 주민센터)에서 달동 1320-1번지(현위치)로 이전하였다.
- 1995년 1월 1일 : 경상남도 울산시와 울산군이 통합되어 통합 울산시로 새로이 출범하였다.
- 1995년 3월 2일 : 신정3동을 신정3동과 신정5동으로 분동하고 무거동을 무거1동과 무거2동으로, 달동을 달동과 삼산동으로 각각 분동하였다.(20동)
- 1995년 5월 1일 : 부곡동과 황성동, 용연동을 통합하여 개운동으로 개편하고 여천동을 야음1동에, 매암동을 장생포동에 편입하였다.(16동)
- 1996년 1월 15일 : 울주군 범서면 굴화리 일부(신세대아파트)가 무거2동에 편입되었다.
- 1997년 5월 2일 : 울주군 범서면 굴화리 일부(굴화주공아파트)가 무거1동에 편입되었다.
- 1997년 7월 15일, 울산시가 광역시로 승격되면서 자치구인 울산광역시 남구로 새롭게 출범하였다.

| 1997년 관할지 | 신정1동, 신정2동, 신정3동, 신정4동, 신정5동, 달동, 삼산동, 무거1동, 무거2동, 옥동, 개운동, 야음1동, 야음2동, 야음3동, 선암동, 장생포동 |

- 1998년 10월 17일 : 야음1동과 장생포동을 야음1장생포동으로 통폐합하고, 개운동을 선암동에 통합하였다.(14동)
- 2000년 1월 4일 : 행정구역 조정으로 신정4동과 선암동 지역의 일부를 야음3동에 편입하였다.
- 2000년 1월 4일 : 법정동간 경계조정으로 옥동 일부를 무거2동에, 선암동 일부를 야음3동에, 여천동 일부를 삼산동에 편입하였다.
- 2000년 1월 4일 : 법정동간 경계조정으로 용연동 일부를 황성동에, 황성동 일부를 용연동에 편입하였다.
- 2002년 8월 30일 : 남구 무거동의 굴화2택지개발사업지구 내 아파트 지역[3]이 울주군 범서읍 굴화리로 편입되고 울주군 범서읍 굴화리의 공공시설용지 지역[4]이 남구 무거동으로 편입됨.[5]
- 2007년 2월 26일 : 무거1동을 삼호동으로, 무거2동을 무거동으로 개칭하고 야음1장생포동을 야음장생포동으로, 야음2동을 대현동으로, 야음3동을 수암동으로 개칭하였다.